# Miami Open 2006 - Qualificazioni doppio femminile
Le qualificazioni del doppio femminile del Miami Open 2006 sono state un torneo di tennis preliminare per accedere alla fase finale della manifestazione. I vincitori dell'ultimo turno sono entrati di diritto nel tabellone principale. In caso di ritiro di uno o più giocatori aventi diritto a questi sono subentrati i lucky loser, ossia i giocatori che hanno perso nell'ultimo turno ma che avevano una classifica più alta rispetto agli altri partecipanti che avevano comunque perso nel turno finale.
Le qualificazioni del doppio del torneo NASDAQ-100 Open 2006 prevedevano 8 coppie partecipanti di cui una è entrata nel tabellone principale.

## Teste di serie
1. Stéphanie Foretz Gacon /  Antonella Serra Zanetti (primo turno)

1. Marta Domachowska /  Roberta Vinci (secondo turno)

## Tabellone

### Legenda
| - Q = Qualificato - WC = Wild card - LL = Lucky loser | - ALT = Alternate - SE = Special Exempt - PR = Protected Ranking | - w/o = Walkover - r = Ritirato - d = Squalificato |

|  | Quarti di finale                      | Quarti di finale                       | Quarti di finale |  |  | Semifinali                            | Semifinali                            | Semifinali                      |                                 |   | Finale                                | Finale                                | Finale | Finale | Finale |  |
|  |                                       |                                        |                  |  |  |                                       |                                       |                                 |                                 |   |                                       |                                       |        |        |        |  |
|  |                                       | Al'ona Bondarenko Kateryna Bondarenko  | 8                |  |  |                                       |                                       |                                 |                                 |   |                                       |                                       |        |        |        |  |
|  | 1                                     | S Foretz Gacon Antonella Serra Zanetti | 1                |  |  | Al'ona Bondarenko Kateryna Bondarenko | Al'ona Bondarenko Kateryna Bondarenko | w/o                             |                                 |   |                                       |                                       |        |        |        |  |
|  | Jamea Jackson Shenay Perry            | Jamea Jackson Shenay Perry             | 8                |  |  | Jamea Jackson Shenay Perry            | Jamea Jackson Shenay Perry            |                                 |                                 |   |                                       |                                       |        |        |        |  |
|  | Mara Santangelo Mashona Washington    | Mara Santangelo Mashona Washington     | 5                |  |  |                                       |                                       |                                 |                                 |   | Al'ona Bondarenko Kateryna Bondarenko | Al'ona Bondarenko Kateryna Bondarenko | 611    | 6      | 2      |  |
|  | Eva Birnerová Galina Voskoboeva       | Eva Birnerová Galina Voskoboeva        | 8                |  |  |                                       |                                       | Eva Birnerová Galina Voskoboeva | Eva Birnerová Galina Voskoboeva | 7 | 3                                     | 6                                     |        |        |        |  |
|  | Martina Müller Arantxa Parra-Santonja | Martina Müller Arantxa Parra-Santonja  | 2                |  |  | Eva Birnerová Galina Voskoboeva       | Eva Birnerová Galina Voskoboeva       | 8                               |                                 |   |                                       |                                       |        |        |        |  |
|  | 2                                     | Marta Domachowska Roberta Vinci        | 8                |  |  | Marta Domachowska Roberta Vinci       | Marta Domachowska Roberta Vinci       | 5                               |                                 |   |                                       |                                       |        |        |        |  |
|  |                                       | Lisa McShea Milagros Sequera           | 3                |  |  |                                       |                                       |                                 |                                 |   |                                       |                                       |        |        |        |  |